# Burna Boy
Damini Ebunoluwa Ogulu (Port Harcourt, 2. srpnja 1991.) profesionalno poznat kao Burna Boy, nigerijski je pjevač, tekstopisac, izvođač i producent. Prepoznat je 2012. godine nakon izdavanja albuma »Like to Party«, glavni singl s njegovog debitantskog studijskog albuma L.I.F.E (2013.). Godine 2017. Burna Boy potpisao je diskografski ugovor s Atlantic Recordsom i njegovom matičnom tvrtkom Warner Music Group.